# 五花燻肉

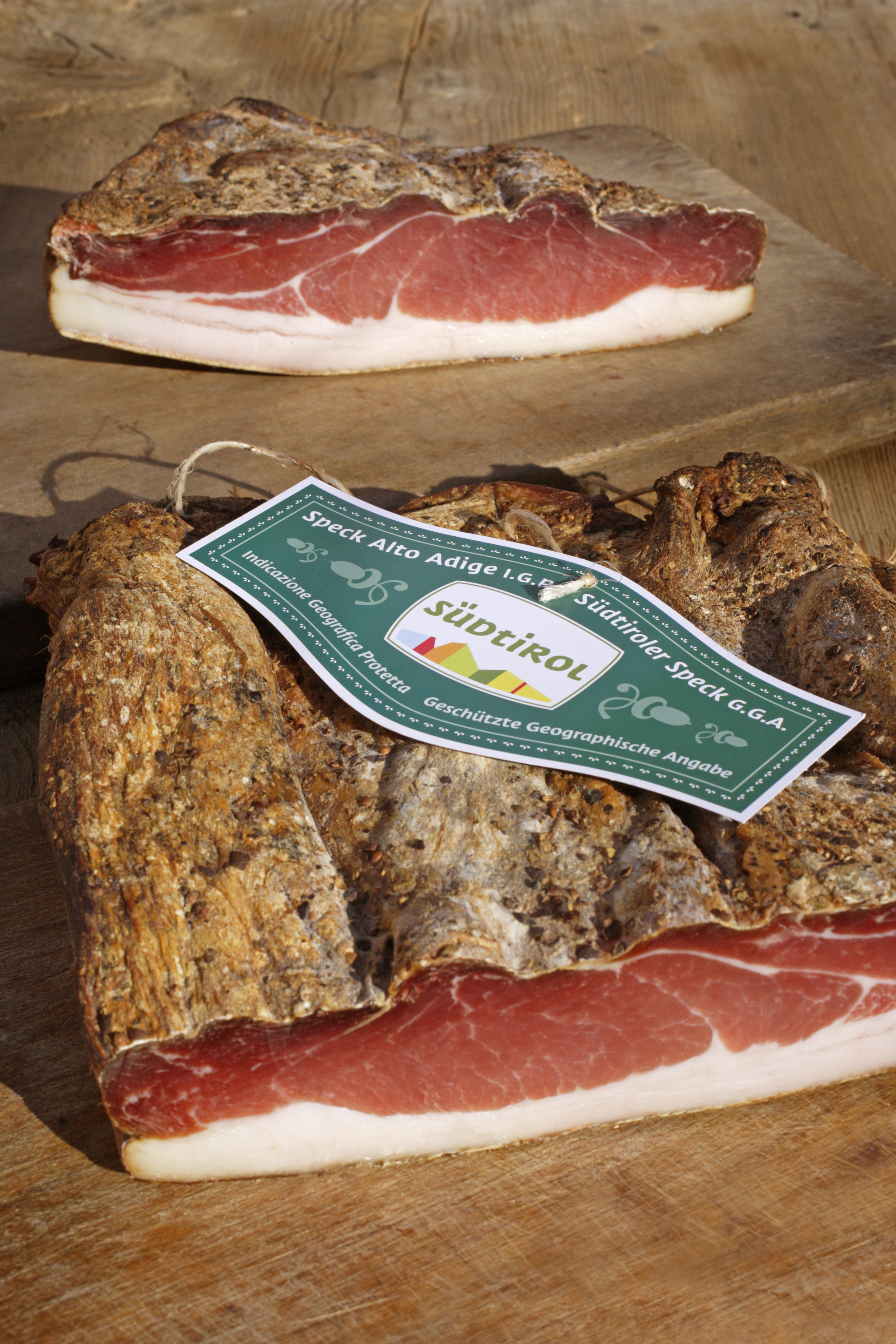
一块五花燻肉

五花燻肉(Speck)是一種煙燻肉品的通稱。Speck的英文原意是“油脂”，在17世紀初就已經有這個字了，後來也衍伸成一種煙燻肉品，稱之五花燻肉。這個詞在德語中也有相同的含義，但它通常指的是豬肉脂肪或豬肉加上脂肪。正常英語字參考德國烹飪用途，特別指的是熏製或醃製的五花肉。而在荷蘭語中，spek是培根的通稱。在意大利，土耳其和英語烹飪界的部分地區，“speck”一詞指的是意大利五花熏肉，一種帕尔玛火腿，而不是德國五花熏肉。 “Speck”一詞僅在十八世紀成為流行用語，取代了較早的術語“bachen”，即“培根”的同源詞。

## 地方品种
五花熏肉有许多地方品种，包括：
- 培根，例如 Frühstücksspeck（“早餐五花熏肉”）在德國
- 奥地利的Gailtale，具有PGI地位，自15世紀以來在卡林西亞的Gail Valley（“Gailtal”）[3]
- Guanciale，來自意大利
- 意大利的拉爾多擁有許多子品種
- 意大利的Pancetta
- Schinkenspeck，德國“火腿培根”，通常由火腿切成薄片，沿著一側像培根一樣，傳統上用鹽水和杜松子和胡椒浸泡幾天，
- Speck Sauris PGI，來自弗留利附近的Sauris
- Speck Alto Adige PGI，意大利五花熏肉
- 奧地利蒂羅爾地區的Tyrolean Speck，具有PGI地位，至少從15世紀開始生產[4]
- 烏克蘭薩洛
- Proshute，阿爾巴尼亞的五花熏肉